# De volharding der herinnering
De volharding der herinnering (Catalaans: La persistència de la memòria, Spaans: La persistencia de la memoria, Engels: The persistence of memory) is een schilderij van de Spaanse kunstschilder Salvador Dalí.
Het is in 1931 geschilderd en het jaar erna voor het eerst tentoongesteld. Het is een bekend voorbeeld van het surrealisme en stelt een somber en oneindig droomlandschap voor, waarin harde objecten (horloges) slap worden weergegeven. De grootte is 24 bij 33 cm. Het schilderij hangt in het Museum of Modern Art in New York.

## Omschrijving van het schilderij
Op het schilderij is een grote bruine leegte te zien. In de rechterbovenhoek bevinden zich gouden bergen die aan hun linkerkant uitlopen in zee. Linksonder is een soort houten blok te zien met daarop een slappe klok die over de rand hangt en een rode klok waarop mieren zitten. Meer naar achteren bevindt zich een kleine dode boom met een tak waarover nog een derde slappe klok hangt. De slappe klokken zijn een verbeelding van de betrekkelijkheid van de tijd. De relativiteitstheorieen van Einstein, die dit effect beschrijven, waren in de jaren twintig van de twintigste eeuw beroemd geworden. Dalí was hierin geïnteresseerd.
Het schilderij is heel realistisch, bijna fotografisch geschilderd. Het doet denken aan het realisme van Hans Holbein de Jongere. Een verschil is dat Holbein bestaande voorwerpen en personen schilderde, terwijl dit een onbestaand droomlandschap is met daarop onwerkelijke voorwerpen ("slappe klokken"). Surrealisten - zoals Dalí in deze periode - voeren hun werk wel uit in een hyperrealistische stijl (vergelijk Cap de Creus), maar combineren hun realistische beelden, deels of geheel, met onverwachte, verrassende, zo niet schokkende, droomvoorstellingen (bijvoorbeeld weke klokken, ‘monster’).

## Thematiek van het schilderij
Dalí begon met het schilderen van een landschap van de zeekust van Catalonië bij Cap de Creus (een van zijn favoriete onderwerpen). Dalí werd ertoe aangezet zijn beroemde smeltende klokbeelden op te nemen in het landschapsschilderij naar aanleiding van een visioen over camembertkaas. De klokken hebben daarom ook de samenstelling van zachte kaas. Dalí noemde dit "de camembert van de tijd".
In dit schilderij moet tijd alle betekenis verliezen. Duurzaamheid ("persistencia") gaat hiermee hand in hand. Het schilderij vertoont drie zachte klokken (waarvan één met een vlieg erop) plus nog een vierde, gouden klok, die door grote mieren verslonden wordt. Met de verorberingsscène zou Dalí erop willen wijzen dat tijd minder solide is dan mensen over het algemeen denken. Een andere verklaring is dat deze mieren voor verval staan, vooral omdat ze een gouden horloge verslinden en hierdoor reusachtig groot worden. In het midden is er een monsterlijk wezen te zien, waarover een van de zachte klokken gedrapeerd ligt. Het is een vervorming van Dalí’s eigen gezicht, in profiel gezien, met het hoofd schuin naar linksonder. Hij lijkt lange wimpers te hebben en een tong die uit zijn neus kronkelt als een dikke slang.
De tegenstelling tussen week en hard wordt ook wel gezien als een verwijzing naar de seksuele veranderingen die zich voordoen in Dalí’s leven wanneer zijn muze Gala Diakonoff overwicht op hem begint te krijgen. De zachte, weke figuren staan vaak in tegenstelling tot agressieve, fallische voorwerpen, week geworden door de tijd.

## Het thema van de "weke klokken" bij Dalí
23 jaar later kwam Dalí terug op het thema van dit schilderij met de variant Het uiteenvallen van de volharding der herinnering (1954). Hier toont hij zijn eerdere werk in een staat van degradatie: het valt uiteen in allerlei kleinere componenten. Door een rooster van rechthoekige blokken verschijnt een nieuwe wereld, die suggereert dat er zich iets anders verschuilt onder het oppervlak van het origineel. Dit laatste werk bevindt zich nu in het Salvador Dalí Museum in Saint Petersburg (Florida), terwijl de oorspronkelijke Volharding der herinnering in het Museum of Modern Art van New York gebleven is. Dalí heeft ook verscheidene lithografieën en sculpturen over het thema van de "weke klokken" gemaakt op het einde van zijn loopbaan.

## Analyse van de beeldcomponenten

### Ruimte, diepte en perspectief
Om diepte aan te brengen in het vlakke doek, hanteert Salvador Dalí verschillende beeldcomponenten. Zo tekent hij een duidelijke horizon en maakt hij handig gebruik van het atmosferisch perspectief, een vorm van kleurperspectief (rood, zwart en bruin vooraan; wit, geel en lichtblauw achteraan). Daarnaast speelt Dalí met licht en schaduw. Hij neemt echter een loopje met de werkelijkheid: de zon lijkt van meer kanten tegelijk te komen en van bepaalde schaduwen is het niet duidelijk wat hun oorzaak is. Een ander element van dieptewerking is de variatie tussen grotere en kleinere figuren, naargelang van de plaats op het werk (grote klokken vooraan, een kleinere kaap achteraan). Op bepaalde plekken, zoals bij de boomstam en het monster (het gezicht), kunnen we enig sfumato opmerken. Paradoxaal genoeg ziet men de figuren op de voorgrond onmiskenbaar in vogelperspectief, terwijl de boomstam en de kaap zich eerder op ooghoogte bevinden.
Indien we het schilderij verdelen volgens de gulden snede, zien we dat deze enerzijds een lijn vertoont langs het hoofd van het ‘monster’ en de bovenste weke klok, en anderzijds een lijn laat zien langs de onderkant van het platform linksboven. Zo wordt de nadruk gelegd op het tafereel met de klokken. Trekken we nu de lijnen aan de andere kant van het schilderij, dan komt de nadruk te liggen op Cap de Creus en de ‘staart’ van het ‘monster’. Hierin is dus klaarblijkelijk een dubbelzinnigheid in het spel (weekmakende tijd tegenover harde rotsen en ‘fallus’).

### Licht
De lichtinval in De volharding der herinnering is geenszins egaal noch direct. Daarentegen moeten we een verborgen bron van daglicht veronderstellen. Als we naar de schaduwen van de dorre boom en de twee klokken ernaast kijken, lijkt de lichtbron zich rechts vanuit het standpunt van de toeschouwer te bevinden. Doch de schaduw die bijna de gehele grond bedekt, suggereert eerder een lichtinval vanuit het standpunt van de toeschouwer. De dubbelzinnige schaduwrichtingen maken een bespreking van de lichtwerking problematisch. Bovendien doen de onlogische, lichte kleuren van voornamelijk de zee en de kaap (wit, lichtblauw, geel) een derde lichtbron vermoeden.

### Kleur
Dalí werkt in dit beroemde schilderij vooral met primaire kleuren, zij het meestal in een bijna secundaire vorm. Duidelijk complementair zijn de kleuren oranje (geel) en blauw, die op de voorgrond tot uiting komen in de twee zachte klokken. Het kleurgebruik kan expressief genoemd worden: de gele rotsen en gele lucht zijn niet meer realistisch van tint, maar eerder de persoonlijke interpretatie van de schilder. Over het algemeen worden de kleuren evenwel figuratief gebruikt, en dienen ze (behalve misschien in de lucht) niet om beweging of ruimte te scheppen.

### Lijn en vorm
Toen Dalí zijn Volharding der herinnering schilderde, bevond hij zich in zijn zogenaamde "surrealistische periode". In deze periode kenmerkte zijn stijl zich door uitzonderlijk realistische weergaven van zijn eigen droom- en fantasiewereld (men spreekt van "handgeschilderde droomfoto’s"). We kunnen verscheidene symbolische betekenissen herkennen. De tweespalt tussen de zachte, weke klokken en de harde, fallische positie van een gedeelte der middenfiguur, is bijvoorbeeld een weerspiegeling van Dalí’s levensfilosofie. Hij zegt namelijk dat de mens balanceert tussen harde en weke ogenblikken, geleid door de tand des tijds die alle hardheid verzacht. De symboliek achter de harde en weke elementen wordt verder uitgewerkt in de paragraaf Achtergrond.

### Compositie, ritme en standpunt
Als we naar het kunstwerk kijken, dan zien we een heldere, driehoekige vlakverdeling. De tophoek van de driehoek valt samen met de Catalaanse Cap de Creus (die Dalí als eerste voorwerp geschilderd heeft). De horizontale (langs de einder) en diagonale (vanaf het platform, over het ‘monster’) lijn waaruit deze driehoek opgebouwd is, vormen twee zichtlijnen, die de aandacht van de toeschouwer onontkoombaar vestigen op de (al fel gekleurde) kaap. Ook in de plaatsing van de vier klokken kunnen we een driehoek herkennen. De tophoek van deze laatste wijst dan weer in de richting van de andere hoek, wat de aandacht trekt naar de oranje klok, de enige die nog hard is, en die bovendien verteerd wordt door een bende zwarte mieren. Het regelmatig herhaalde element van de klokken brengt een zeker ritme in het schilderij. Qua tijd kunnen we uiteraard moeilijk een oordeel vellen over dit werk van Dalí omdat we de inhoud van diens dromen niet exact kennen.

### Techniek
De olieverf is zeer realistisch op het doek aangebracht en alle details zijn zeer fijn  uitgewerkt.

## Verwijzingen in de literatuur
In Het Volgende Verhaal (boekenweekgeschenk van 1991) van Cees Nooteboom, zegt hoofdpersonage Anton Mussert: "Ach het is ook maar een manier om tijd te zien. Einstein maakte er stroop van en Dali liet hem smelten met horloge en al." Dit kan worden opgevat als een verwijzing naar het schilderij dat hij heeft geschilderd. Ook in De omweg naar Santiago (1992) verwijst Cees Nooteboom uitdrukkelijk naar het schilderij. Hij noemt er het laten smelten van de tijd een typisch Spaanse bezigheid, “en nergens is de tijd zo mooi gesmolten als op het ontbindende, slakachtige tot een klodder verworden horloge van Dali”.